# Juan Carlos Guarda
Juan Carlos Guarda Vergara (Viña del Mar, Región de Valparaíso, Chile, 4 de febrero de 1967) es un exfutbolista chileno. Jugaba de volante. 
Es el hermano menor de Luis Guarda,  que también fue futbolista. 

## Clubes
| Club               | País  | Año       |
| ------------------ | ----- | --------- |
| Everton            | Chile | 1988-1992 |
| Deportes Melipilla | Chile | 1993-1994 |
| Santiago Wanderers | Chile | 1995      |
| Everton            | Chile | 1996      |

## Palmarés

### Campeonatos nacionales
| Título    | Club               | País  | Año  |
| --------- | ------------------ | ----- | ---- |
| Primera B | Santiago Wanderers | Chile | 1995 |